# Conclave del 1846
Il conclave del 1846 venne convocato a seguito della morte del papa Gregorio XVI, avvenuta a Roma il 1º giugno dello stesso anno. Si svolse, per l'ultima volta, al Palazzo del Quirinale dal 14 al 16 giugno, e, dopo quattro scrutini, venne eletto papa il cardinale Giovanni Maria Mastai Ferretti, vescovo di Imola, che assunse il nome di Pio IX. L'elezione venne annunciata dal cardinale protodiacono Tommaso Riario Sforza. Fu l'ultimo conclave tenutosi nello Stato Pontificio.

## Morte di Gregorio XVI
A partire dal 20 maggio 1846 la salute del pontefice peggiorò in maniera repentina e un violento attacco di erisipela lo portò prossimo alla fine nella giornata del 31 maggio. Nella mattinata del 1º giugno ricevette l'estrema unzione dalle mani di padre Agostino Proja, suo sotto-sagrestano, mentre il cardinale Patrizi Naro, Vicario di Roma, ordinò la recita delle consuete preghiere in tutte le chiese della città: "Il Papa ieri cominciò a peggiorare fortissimamente, essendosegli caricato il petto, ed il tracollo è andato precipitosamente sempre crescendo nella notte, talmente che questa mattina alle 9,15 è passato all'altra vita".
Subito dopo il decesso di Gregorio XVI, il cardinale camerlengo, Tommaso Riario Sforza, venne informato e fatto entrare nella camera dove giaceva la salma del pontefice: recitò il De Profundis e si fece consegnare l'anello piscatorio dal maestro di camera, quindi ordinò che si suonasse la gran campana del Campidoglio affinché il popolo romano apprendesse della vacanza della sede apostolica.
Nella sera di quello stesso giorno il cardinal Micara, decano del Sacro collegio, presiedette un incontro con i cardinali presenti a Roma. Nella mattinata del 2 il corpo del papa, eviscerato e imbalsamato, venne portato nella Cappella Sistina, mentre le praecordia vennero trasportate in una solenne processione nella chiesa dei Santi Vincenzo e Anastasio a Trevi e sepolte nella cripta. 
Il 4 giugno si tenne la prima congregazione generale dei cardinali nel Palazzo Apostolico, dove vennero lette le costituzioni emanate da Gregorio XVI in merito alle procedure del conclave.

## I cardinali elettori
Il collegio cardinalizio, alla morte di Gregorio XVI, era composto da 62 cardinali, più 6 in pectore che non furono però mai proclamati. Di questi 62, 2 cardinali erano stati nominati da Pio VII, 7 da Leone XII, e gli altri 53 da Gregorio XVI.
Dei 62 cardinali solo 9 erano stranieri, e precisamente: Schwarzenberg, arcivescovo di Salisburgo, Gaisruck di Milano (a quei tempi città imperiale), De Bonald di Lione, Bernet di Aix, Cienfuegos di Siviglia, Carvalho patriarca di Lisbona, Sterckx arcivescovo di Malines, De La Tour d'Auvergne, vescovo di Arras, Charles Januarius Acton cardinale protettore della Pontificia Accademia Ecclesiastica. Solo il britannico Acton, peraltro nato a Napoli e operato sempre in Curia, partecipò al conclave. Gli altri 53 cardinali erano tutti italiani, e di questi 49 presero parte all'elezione: mancavano i cardinali Villadicani arcivescovo di Messina, Giacomo Monico Patriarca di Venezia, Ignazio Giovanni Cadolini arcivescovo di Ferrara e Placido Maria Tadini arcivescovo di Genova.
Oltre alla mancanza di cardinali stranieri si deve tener presente che, ancora nel 1846, grandi metropoli come Vienna, Firenze, Parigi, Madrid e Monaco di Baviera non avevano nessun rappresentante nel collegio cardinalizio. Dei 54 italiani la maggior parte veniva dallo Stato Pontificio, e per di più da modesti centri di provincia come Imola, Jesi, Osimo, Senigallia, Montepulciano e Fermo. Inoltre 5 cardinali svolgevano funzioni di governatori (i legati) a Bologna, Ferrara, Forlì, Ravenna, Urbino. Non mancavano cardinali che avevano ricevuto il titolo pur non essendo neanche sacerdoti, come Tommaso Bernetti, che era stato ordinato presbitero soltanto nel 1839. Sarà proprio il nuovo papa, proveniente dalla diocesi di provincia di Imola, che imprimerà una svolta universalista alla Chiesa, soprattutto dopo la fine del potere temporale e con il grande incentivo delle missioni, facendo finalmente del Collegio Cardinalizio un organo rappresentativo internazionale.

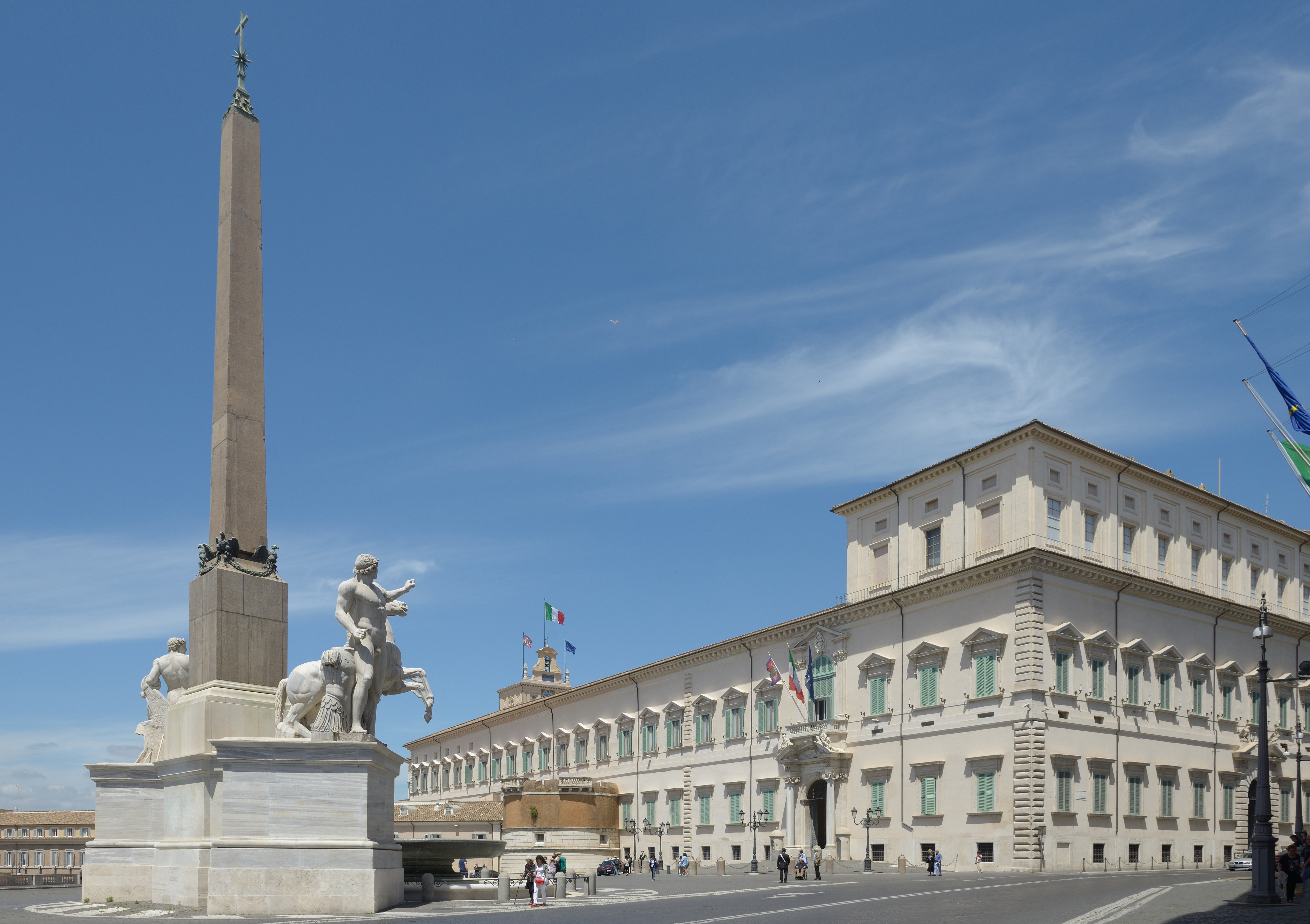
Il Palazzo del Quirinale, che nel 1846 fu per l'ultima volta sede di un conclave prima della caduta dello Stato Pontificio

## Il regolamento
Il conclave era ancora regolato, nelle sue direttive principali, dalle norme stabilite dal Concilio Lateranense III del 1179 (che stabiliva la regola dei 2/3 dei cardinali presenti), dalla bolla Cum Tam Divino di Giulio II del 1506 (che rendeva nulla ogni elezione simoniaca), e da altre particolarità stabilite da Paolo V e Gregorio XV.
Soprattutto vigeva la regola del cosiddetto "accesso" (in latino accessus). Si trattava di un complicato procedimento elettorale che prevedeva, dopo il primo scrutinio di ogni seduta, una nuova votazione, chiamata appunto accessus, in cui gli elettori potevano rinnegare il proprio voto già dato e assegnarlo a uno qualsiasi dei candidati che avevano ricevuto almeno un voto valido, utilizzando la formula Accedo domino cardinali ... (it.: "M'accosto al signor cardinale ..."), oppure potevano confermare il proprio voto già dato con la formula Accedo nemini (it.: "Non m'accosto a nessuno"). Questa procedura, che in passato era fatta oralmente, dal 1621, per disposizioni di Gregorio XV con la bolla Aeterni Patris, era eseguita per iscritto e sub secreto.
La presenza di 50 cardinali al conclave comportava, per l'elezione regolare del nuovo papa, una maggioranza di almeno 34 voti.

## Svolgimento
Per prevenire possibili disordini, Gregorio XVI aveva emanato in più occasioni nuove disposizioni per il conclave. L'ultimo documento, che abrogava i precedenti, fu la bolla Ad supremam del 1º novembre 1844. In essa papa Gregorio stabiliva che:
- Se il papa moriva in curia, i cardinali presenti in quel momento, qualora lo avessero ritenuto necessario, potevano procedere subito all'elezione del nuovo pontefice senza attendere i loro colleghi lontani, fatta salva la regola dei 2/3 dei presenti.
- Se il papa moriva fuori Roma, invece, il diritto d'elezione spettava ai cardinali che erano presenti in maggioranza relativa in qualsiasi luogo.

I cardinali presenti a Roma decisero, la mattina del 2 giugno, che non vi erano motivi di pericolo imminente e che perciò avrebbero seguito la procedura consueta, attendendo l'arrivo dei loro colleghi prima di iniziare il conclave.
Il collegio dei cardinali era diviso in due fazioni. I conservatori avrebbero voluto una continuazione dell'assolutismo papale nel governo dello Stato Pontificio e proponevano il cardinale Luigi Lambruschini, Segretario di Stato uscente, mentre i liberali avrebbero voluto alcune riforme moderate e sostenevano i cardinali Tommaso Pasquale Gizzi, legato di Forlì, e Giovanni Maria Mastai Ferretti. La sera del 14 giugno i cardinali si riunirono nel palazzo del Quirinale, ove, per l'ultima volta nella storia, si svolse il conclave: in processione dalla chiesa di San Silvestro al Quirinale raggiunsero la cosiddetta manica lunga del palazzo. La mattina del 15 giugno, dopo la prolusione iniziale del cardinale Vincenzo Macchi, cominciarono le votazioni. In tutto esse furono quattro: due il 15 e due il 16 giugno.
Lambruschini ricevette la maggioranza dei voti nei primi scrutini, ma non riuscì a raggiungere la necessaria maggioranza dei due terzi per l'elezione al papato. Nello scrutinio del pomeriggio del 15 Lambruschini perse alcuni voti e si fermò a 13, mentre Mastai Ferretti, sostenuto dall'ala dei progressisti moderati salì a 17. Durante la votazione della mattinata del 16 Lambruschini retrocedette ancora raccogliendo solo 11 suffragi, mentre le quotazioni di Mastai Ferretti ottennero una brusca impennata che lo portarono a 27 grazie all'elevato numero di accessus. Nel tardo pomeriggio, dopo il quarto scrutinio, Lambruschini perse un altro voto mentre Mastai Ferretti ricevette 36 voti, raggiungendo il quorum dei 2/3 e risultando così canonicamente eletto, grazie anche ai decisivi 9 voti di accessus.
A causa dell'ora tarda i cardinali decisero di rinviare l'annuncio ufficiale dell'elezione del nuovo papa, ma in città si sparse la voce che era stato eletto il cardinale Gizzi: tanta era la fama di cui Gizzi godeva che la gente lo festeggiò, la servitù bruciò i suoi abiti cardinalizi e a Ceccano, come si usava in questi casi, i popolani gli saccheggiarono la casa, recandogli con ciò danni considerevoli. Il popolo romano intanto si era radunato di fronte al Quirinale per assistere alla fumata prodotta bruciando le schede elettorali che annunciava una mancata elezione; non vedendo tale fumata (all'epoca non era ancora prevista la distinzione tra fumata bianca e nera, quella bianca indicante avvenuta elezione fu introdotta solamente nel 1914), il popolo allora comprese che il papa era stato eletto. Data la tarda ora, i cardinali decisero di aspettare l'indomani per annunciare il nuovo papa.
Solo la mattina del 17 giugno il protodiacono Tommaso Riario Sforza annunciò il nome del nuovo papa, che scelse il nome di Pio in ricordo del suo predecessore sulla sede di Imola (Pio VII). La solenne incoronazione avvenne il 21 giugno successivo.

## Cardinali alla morte di papa Gregorio XVI

### Presenti in conclave
| Nome                                     | Paese                   | Titolo                                                                             | Ruolo | Nascita    | Concistoro |
| ---------------------------------------- | ----------------------- | ---------------------------------------------------------------------------------- | --- | ---------- | ---------- |
| Ludovico Micara                          | Stato Pontificio        | Cardinale vescovo di Ostia e Velletri                                              | Decano del Collegio Cardinalizio, Prefetto della Congregazione del Cerimoniale, Cardinale protettore dell'Almo Collegio Capranica                                                          | 12/10/1775 | 20/12/1824 |
| Vincenzo Macchi                          | Stato Pontificio        | Cardinale vescovo di Porto, Santa Rufina e Civitavecchia                           | Segretario della Congregazione della Romana e Universale Inquisizione | 30/08/1770 | 02/10/1826 |
| Tommaso Riario Sforza                    | Regno delle Due Sicilie | Cardinale diacono di Santa Maria in Via Lata                                       | Camerlengo di Santa Romana Chiesa, Cardinale protodiacono | 08/01/1782 | 10/03/1823 |
| Pietro Ostini                            | Stato Pontificio        | Cardinale vescovo di Albano                                                        | Prefetto della Congregazione per i Vescovi e i Regolari | 27/04/1775 | 30/09/1831 |
| Costantino Patrizi Naro                  | Granducato di Toscana   | Cardinale presbitero di San Silvestro in Capite                                    | Cardinale vicario di Roma, Arciprete della Basilica Liberiana di Santa Maria Maggiore | 04/09/1798 | 23/06/1834 |
| Luigi Emmanuele Nicolò Lambruschini      | Regno di Sardegna       | Cardinale vescovo di Sabina                                                        | Cardinale Segretario di Stato di Sua Santità, Archivista e Bibliotecario di Santa Romana Chiesa, Segretario dei Brevi Apostolici, Gran Priore di Roma del Sovrano Militare Ordine di Malta | 16/05/1776 | 30/09/1831 |
| Mario Mattei                             | Stato Pontificio        | Cardinale vescovo di Frascati                                                      | Arciprete della Basilica di San Pietro in Vaticano, Presidente della Fabbrica di San Pietro                                                                                                | 06/09/1792 | 02/07/1832 |
| Castruccio Castracane degli Antelminelli | Stato Pontificio        | Cardinale vescovo di Palestrina                                                    | Penitenziere Maggiore, Camerlengo del Collegio Cardinalizio | 21/09/1779 | 15/04/1833 |
| Carlo Oppizzoni                          | Regno Lombardo-Veneto   | Cardinale presbitero di San Lorenzo in Lucina                                      | Arcivescovo di Bologna, Cardinale protopresbitero | 15/04/1769 | 26/03/1804 |
| Giacomo Filippo Fransoni                 | Regno di Sardegna       | Cardinale presbitero di Santa Maria in Ara Coeli                                   | Prefetto della Congregazione di Propaganda Fide | 10/12/1775 | 02/10/1826 |
| Benedetto Colonna Barberini di Sciarra   | Stato Pontificio        | Cardinale presbitero di Santa Maria in Trastevere                                  | Prefetto della Congregazione dell'immunità ecclesiastica, Arciprete della Basilica di San Giovanni in Laterano                                                                             | 22/10/1788 | 02/10/1826 |
| Francesco Serra di Cassano               | Regno delle Due Sicilie | Cardinale presbitero di Santi XII Apostoli                                         | Arcivescovo di Capua | 21/02/1783 | 30/09/1831 |
| Ugo Pietro Spinola                       | Regno di Sardegna       | Cardinale presbitero di San Martino ai Monti                                       | Pro-Datario della Dataria Apostolica | 29/06/1791 | 30/09/1831 |
| Giacomo Luigi Brignole                   | Regno di Sardegna       | Cardinale presbitero di San Giovanni a Porta Latina e In commendamdi Santa Cecilia | Tesoriere generale emerito della Camera Apostolica | 08/05/1797 | 20/01/1834 |
| Paolo Polidori                           | Stato Pontificio        | Cardinale presbitero di Santa Prassede                                             | Prefetto della Congregazione del Concilio | 12/07/1805 | 23/06/1834 |
| Giuseppe Alberghini                      | Stato Pontificio        | Cardinale presbitero di Santa Prisca                                               | Assessore della Congregazione della Romana e Universale Inquisizione | 13/09/1770 | 23/06/1834 |
| Ambrogio Bianchi                         | Regno Lombardo-Veneto   | Cardinale presbitero di Santi Andrea e Gregorio al Monte Celio                     | Prefetto della Congregazione della disciplina regolare, Priore generale dell'Ordine Camaldolese                                                                                            | 17/10/1771 | 06/04/1835 |
| Gabriele della Genga Sermattei           | Stato Pontificio        | Cardinale presbitero di San Girolamo dei Croati                                    | Arcivescovo emerito di Ferrara | 04/12/1801 | 01/02/1836 |
| Luigi Amat di San Filippo e Sorso        | Regno di Sardegna       | Cardinale presbitero di Santa Maria in Via                                         | Prefetto emerito dell'Economia della Congregazione di Propaganda Fide | 20/06/1796 | 19/05/1837 |
| Angelo Mai                               | Regno Lombardo-Veneto   | Cardinale presbitero di Sant'Anastasia                                             | Prefetto della Congregazione dell'Indice | 07/03/1782 | 19/05/1837 |
| Chiarissimo Falconieri Mellini           | Stato Pontificio        | Cardinale presbitero di San Marcello                                               | Arcivescovo di Ravenna | 25/09/1794 | 12/02/1838 |
| Giovanni Soglia Ceroni                   | Stato Pontificio        | Cardinale presbitero dei Santi Quattro Coronati                                    | Vescovo di Osimo e Cingoli | 10/10/1779 | 12/02/1838 |
| Antonio Francesco Orioli O.F.M. Conv.    | Stato Pontificio        | Cardinale presbitero di Santa Maria sopra Minerva                                  | Vescovo emerito di Orvieto | 10/12/1778 | 12/02/1838 |
| Giuseppe Gasparo Mezzofanti              | Stato Pontificio        | Cardinale presbitero di Sant'Onofrio                                               | Prefetto della Congregazione degli Studi | 19/09/1774 | 12/02/1838 |
| Antonio Tosti                            | Stato Pontificio        | Cardinale presbitero di San Pietro in Montorio                                     | Tesoriere generale della Camera Apostolica | 04/10/1776 | 12/02/1838 |
| Filippo de Angelis                       | Stato Pontificio        | Cardinale presbitero di San Bernardo alle Terme Diocleziane                        | Arcivescovo metropolita di Fermo | 16/04/1792 | 13/09/1839 |
| Gabriele Ferretti                        | Stato Pontificio        | Cardinale presbitero dei Santi Quirico e Giulitta                                  | Prefetto della Congregazione per le indulgenze e le sacre reliquie | 06/03/1803 | 30/11/1838 |
| Charles Januarius Edward Acton           | Regno Unito             | Cardinale presbitero di Santa Maria della Pace                                     | Cardinale protettore della Pontificia Accademia Ecclesiastica | 06/03/1803 | 24/01/1842 |
| Ferdinando Maria Pignatelli              | Regno delle Due Sicilie | Cardinale presbitero di Santa Maria della Vittoria                                 | Arcivescovo di Palermo | 09/06/1770 | 08/07/1839 |
| Giovanni Maria Mastai Ferretti           | Stato Pontificio        | Cardinale presbitero di Santi Marcellino e Pietro                                  | Vescovo di Imola, eletto papa | 13/05/1792 | 23/12/1839 |
| Gaspare Bernardo Pianetti                | Stato Pontificio        | Cardinale presbitero di San Sisto                                                  | Vescovo di Viterbo e Tuscania | 07/02/1780 | 23/12/1839 |
| Luigi Vannicelli Casoni                  | Stato Pontificio        | Cardinale presbitero di San Callisto                                               | Vice-Camerlengo della Camera Apostolica | 16/04/1801 | 23/12/1839 |
| Tommaso Pasquale Gizzi                   | Stato Pontificio        | Cardinale presbitero di Santa Pudenziana                                           | Nunzio apostolico emerito nel Regno di Sardegna | 22/09/1787 | 12/07/1841 |
| Lodovico Altieri                         | Stato Pontificio        | Cardinale presbitero pro illa vice di Santa Maria in Portico Campitelli            | Nunzio apostolico emerito in Austria-Ungheria | 17/07/1805 | 14/12/1840 |
| Cosimo Corsi                             | Granducato di Toscana   | Cardinale presbitero di Santi Giovanni e Paolo                                     | Vescovo di Jesi | 10/06/1798 | 24/01/1842 |
| Antonio Maria Cadolini                   | Stato Pontificio        | Cardinale presbitero di San Clemente                                               | Vescovo di Ancona e Numana | 10/07/1771 | 19/06/1843 |
| Antonio Maria Cagiano de Azevedo         | Stato Pontificio        | Cardinale presbitero di Santa Croce in Gerusalemme                                 | Vescovo di Senigallia | 14/12/1797 | 22/01/1844 |
| Niccola Clarelli Parracciani             | Stato Pontificio        | Cardinale presbitero di San Pietro in Vincoli                                      | Vescovo di Montefiascone e Corneto | 12/04/1799 | 22/01/1844 |
| Fabio Maria Asquini                      | Regno Lombardo-Veneto   | Cardinale presbitero dei Santo Stefano al Monte Celio                              | Segretario della Congregazione dei vescovi e regolari | 14/08/1802 | 22/01/1844 |
| Domenico Carafa della Spina di Traetto   | Regno delle Due Sicilie | Cardinale presbitero di Santa Maria degli Angeli                                   | Arcivescovo di Benevento | 12/07/1805 | 22/07/1844 |
| Giacomo Piccolomini                      | Granducato di Toscana   | Cardinale presbitero di Santa Balbina                                              | Decano della Camera Apostolica | 31/07/1795 | 22/07/1844 |
| Sisto Riario Sforza                      | Regno delle Due Sicilie | Cardinale presbitero di Santa Sabina                                               | Arcivescovo di Napoli | 05/10/1810 | 19/01/1846 |
| Lorenzo Simonetti                        | Stato Pontificio        | Cardinale presbitero di San Lorenzo in Panisperna                                  | Assessore della Congregazione della Romana e Universale Inquisizione | 27/05/1789 | 22/07/1844 |
| Tommaso Bernetti                         | Stato Pontificio        | Cardinale diacono di San Lorenzo in Damaso                                         | Vice-Cancelliere di Santa Romana Chiesa | 20/12/1779 | 02/10/1826 |
| Ludovico Gazzoli                         | Stato Pontificio        | Cardinale diacono di Sant'Eustachio                                                | Prefetto della Congregazione del Buon Governo | 18/03/1774 | 30/09/1831 |
| Adriano Fieschi                          | Regno di Sardegna       | Cardinale diacono di Santa Maria ad Martyres                                       | Prefetto della Casa Pontificia | 07/03/1788 | 23/06/1834 |
| Luigi Ciacchi                            | Stato Pontificio        | Cardinale diacono di Sant'Angelo in Pescheria                                      | Vice-Camerlengo della Camera Apostolica | 16/08/1788 | 12/02/1838 |
| Giuseppe Ugolini                         | Stato Pontificio        | Cardinale diacono di Sant'Adriano al Foro                                          | Legato apostolico di Ferrara | 06/01/1783 | 12/02/1838 |
| Francesco Saverio Massimo                | Stato Pontificio        | Cardinale diacono di Santa Maria in Domnica                                        | Legato apostolico a Ravenna | 26/02/1806 | 24/01/1842 |
| Giovanni Serafini                        | Stato Pontificio        | Cardinale diacono di Santa Maria in Cosmedin                                       | Prefetto della Congregazione delle Acque e delle Strade | 15/10/1786 | 27/01/1843 |

### Assenti in conclave
| Nome                                                        | Paese                   | Titolo                                                     | Ruolo                                                                       | Nascita    | Concistoro |
| ----------------------------------------------------------- | ----------------------- | ---------------------------------------------------------- | --------------------------------------------------------------------------- | ---------- | ---------- |
| Karl Kajetan von Gaisruck                                   | Impero austriaco        | Cardinale presbitero di San Marco                          | Arcivescovo metropolita di Milano                                           | 07/08/1769 | 27/09/1824 |
| Jacopo Monico                                               | Regno Lombardo-Veneto   | Cardinale presbitero dei Santi Nereo e Achilleo            | Patriarca di Venezia, Primate di Dalmazia                                   | 26/06/1778 | 29/07/1833 |
| Francisco Javier de Cienfuegos y Jovellanos                 | Regno di Spagna         | Cardinale presbitero di Santa Maria del Popolo             | Arcivescovo metropolita di Siviglia                                         | 12/03/1766 | 13/03/1826 |
| Placido Maria Tadini                                        | Regno di Sardegna       | Cardinale presbitero di Santa Maria in Traspontina         | Arcivescovo metropolita di Genova                                           | 11/10/1759 | 06/04/1835 |
| Engelbert Sterckx                                           | Belgio                  | Cardinale presbitero di San Bartolomeo all'Isola           | Arcivescovo metropolita di Malines, Primate del Belgio                      | 02/11/1792 | 13/09/1838 |
| Hugues-Robert-Jean-Charles de La Tour d'Auvergne-Lauraquais | Regno di Francia        | Cardinale presbitero di Sant'Agnese fuori le mura          | Vescovo di Arras                                                            | 14/08/1768 | 23/12/1839 |
| Louis-Jacques-Maurice de Bonald                             | Regno di Francia        | Cardinale presbitero di Santissima Trinità al Monte Pincio | Arcivescovo di Lione, Primate delle Gallie                                  | 30/10/1787 | 01/03/1841 |
| Friedrich Johann Joseph Cölestin von Schwarzenberg          | Impero austriaco        | Cardinale presbitero di Sant'Agostino                      | Arcivescovo di Salisburgo, Primate di Germania e Legatus natus a Salisburgo | 06/04/1809 | 24/01/1842 |
| Francesco di Paola Villadicani                              | Regno delle Due Sicilie | Cardinale presbitero di Santi Bonifacio e Alessio          | Arcivescovo di Messina                                                      | 22/02/1780 | 27/01/1843 |
| Ignazio Giovanni Cadolini                                   | Regno Lombardo-Veneto   | Cardinale presbitero di Santa Susanna                      | Arcivescovo di Ferrara                                                      | 04/11/1794 | 27/01/1843 |
| Guilherme Henriques de Carvalho                             | Regno del Portogallo    | Cardinale presbitero di Santa Maria sopra Minerva          | Patriarca di Lisbona                                                        | 01/02/1793 | 19/01/1846 |
| Joseph Bernet                                               | Regno di Francia        | Cardinale presbitero                                       | Arcivescovo metropolita di Aix                                              | 04/09/1770 | 19/01/1846 |

## Le votazioni
Sono riportati solo i cardinali che hanno ricevuto un cospicuo numero di voti.

### Mattina del 15 giugno, primo scrutinio
| Cardinali                      | Voti diretti | Accessus | Totali |
| ------------------------------ | ------------ | -------- | ------ |
| Luigi Lambruschini             | 9            | 6        | 15     |
| Giovanni Maria Mastai Ferretti | 8            | 5        | 13     |
| Chiarissimo Falconieri Mellini | 4            | 1        | 5      |
| Costantino Patrizi Naro        | 3            | 1        | 4      |
| Filippo de Angelis             | 3            | 1        | 4      |
| Vincenzo Macchi                | 3            | 0        | 3      |

### Pomeriggio del 15 giugno, secondo scrutinio
| Cardinali                      | Voti diretti | Accessus | Totali |
| ------------------------------ | ------------ | -------- | ------ |
| Giovanni Maria Mastai Ferretti | 12           | 5        | 17     |
| Luigi Lambruschini             | 8            | 5        | 13     |
| Chiarissimo Falconieri Mellini | 4            | 0        | 4      |
| Costantino Patrizi Naro        | 3            | 1        | 4      |
| Vincenzo Macchi                | 3            | 1        | 4      |
| Filippo de Angelis             | 4            | 0        | 4      |

### Mattina del 16 giugno, terzo scrutinio
| Cardinali                      | Voti diretti | Accessus | Totali |
| ------------------------------ | ------------ | -------- | ------ |
| Giovanni Maria Mastai Ferretti | 18           | 9        | 27     |
| Luigi Lambruschini             | 7            | 4        | 11     |
| Chiarissimo Falconieri Mellini | 5            | 2        | 7      |
| Filippo de Angelis             | 3            | 2        | 5      |
| Vincenzo Macchi                | 3            | 1        | 4      |
| Costantino Patrizi Naro        | 2            | 1        | 3      |

### Pomeriggio del 16 giugno, quarto scrutinio
| Cardinali                      | Voti diretti | Accessus | Totali           |
| ------------------------------ | ------------ | -------- | ---------------- |
| Giovanni Maria Mastai Ferretti | 27           | 9        | 36 (eletto papa) |
| Luigi Lambruschini             | 8            | 2        | 10               |
| Filippo de Angelis             | 4            | 2        | 6                |
| Chiarissimo Falconieri Mellini | 3            | 1        | 4                |
| Costantino Patrizi Naro        | 1            | 2        | 3                |
| Vincenzo Macchi                | 2            | 0        | 2                |